# Sarcohyla sabrina
Espèce
Statut de conservation UICN

 CR A3ce : 
En danger critique
Synonymes
- Hyla sabrina Caldwell, 1974
- Plectrohyla sabrina Faivovich, Haddad, Garcia, Frost, Campbell, and Wheeler, 2005

Sarcohyla sabrina est une espèce d'amphibiens de la famille des Hylidae.

## Répartition
Cette espèce est endémique de l'État d'Oaxaca au Mexique. Elle se rencontre entre 1 580 et 2 020 m d'altitude sur le versant Nord de la Sierra Juárez,.

## Étymologie
Cette espèce est nommée en référence à l'habitat aquatique de cette espèce, sabrina signifiant en latin d’après la publication originale, nymphe des rivières.

## Publication originale
- Caldwell, 1974 : A re-evaluation of the Hyla bistincta species group, with descriptions of three new species (Anura: Hylidae). Occasional Papers of the Museum of Natural History, University of Kansas, no 28, p. 1-37 (texte intégral)